# Quadrantantenne
Eine Quadrantantenne ist eine im Kurzwellenbereich (KW) genutzte Sendeantenne für hohe Sendeleistungen mit horizontaler Rundstrahlcharakteristik und wird unter anderem für die Abstrahlung von Rundfunkprogrammen auf Kurzwelle eingesetzt. Die Quadrantantenne wurde 1944 von N. Wells entwickelt.

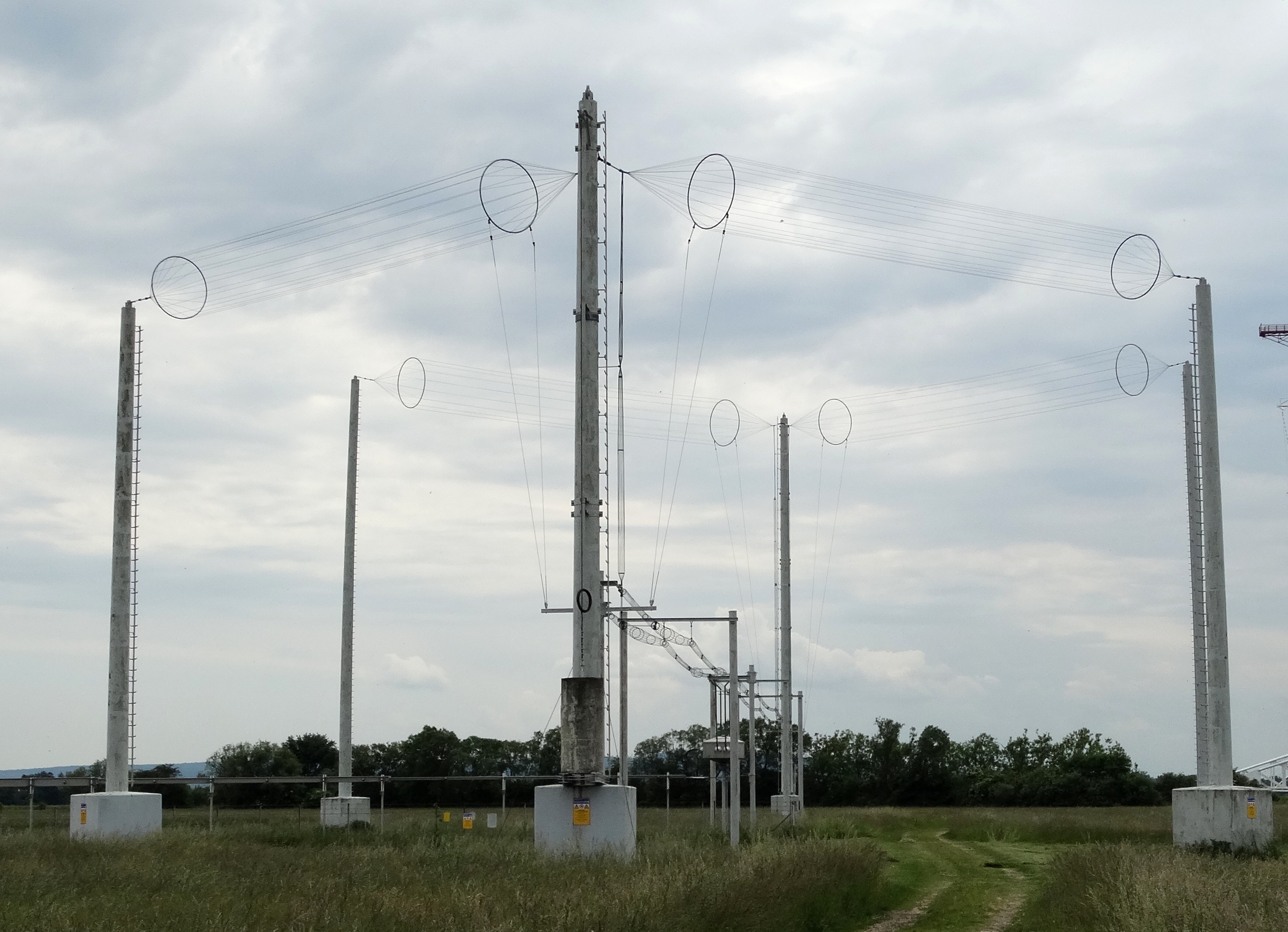
Zwei Quadrantantennen am Sender Moosbrunn

Die Quadrantantenne besteht aus einem horizontal in einigen Meter Höhe über Boden an Masten aufgespannten Ganzwellendipol, welcher als Winkeldipol mit einem Winkel von 90° geknickt aufgebaut ist und auch als L-Dipol bezeichnet wird. Bei dem Winkel von 90° ergibt sich eine fast gleichmäßige Rundstrahlcharakteristik in der horizontalen Ebene. Im Vertikalwinkel liegt die Hauptstrahlrichtung im Bereich von 30° bis 40°. Der Antennengewinn beträgt bei guter Bodenreflexion ca. 6 dBi.
Quadrantantennen werden für Sendeleistungen in der Größenordnung von 100 kW bis zu 500 kW eingesetzt, sie erzielen aufgrund der Rundstrahlcharakteristik Reichweiten bis 1.500 km. Die Speisung der Antenne erfolgt im Knick des Winkeldipols. Durch die hohen Sendeleistungen und die dabei auftretende Hochspannung von einigen Kilovolt werden die Leiter der Antenne als Bündelleiter mit großen Außendurchmesser ausgeführt. Damit können störende Koronaentladungen an den Antennenleitungen vermieden werden.